# Молино дей Торти
Молѝно дей То̀рти (на италиански: Molino dei Torti; на пиемонтски: Mulei di Tort, Мулей ди Торт) е село и община в Северна Италия, провинция Алесандрия, регион Пиемонт. Разположено е на 76 m надморска височина. Населението на общината е 687 души (към 2010 г.).